# Irina Allegrova
Irina Allegrova (în rusă Ирина Александровна Аллегрова; n. 20 ianuarie 1952, Rostov-pe-Don) este o cântăreață rusă de origine armeană, artistă emerită a Federației Ruse.

## Biografie
S-a născut în Rostov-pe-Don, în familia regizorului de teatru, actorului și artistului emerit Aleksandr Allegrov, care în anii tinereții, și-a schimbat, oficial, numele de familie din Sarkisov în Allegrov. Mama vedetei, Serafima Mihailovna Sosnovskaia, a fost artistă de operă. În ciuda tuturor comentariilor, Irinei încă de la naștere i-a fost dat numele de familie Allegrova și acest nume a fost trecut și în pașaport.
Primii ani de viață Irina Allegrova i-a petrecut în Rostov-pe-Don.
În anul 1961 familia ei se mută în Baku. Părinții au lucrat o perioadă la teatrul de aici. La vremea respectivă, Irina avea finisată clasa a doua de școală primară și prima clasă de școală muzicală.
În anul 1969 Irina Allegrova absolvește școala, dar din cauza unei maladii nu reușește să devină studentă la Academia de Muzică din Baku.
În anul 1970 viitoarea vedetă începe colaborarea cu orchestra condusă de Constantin Orbelian.
Anii 1971-1972 Irina Allegrova se căsătorește, dă viață fiicei sale Lala, apoi divorțează.
Anii 1970-1990 reprezintă pentru Irina Allegrova perioada drumului spre succes.
În perioada anilor 1990-1995 vedeta renunță la colaborările de grup și își începe cariera solo care îi aduce un succes enorm.
În 2009 Irina Allegrova devine invitata de onoare la cea de-a zecea ediție a decernării premiilor Armenian Music Awards 2009.
În 2010 a apărut enciclopedia "Oamenii Lumii", unde apar și pagini despre Irina Allegrova.
În același an, Irina Allegrova a fost decorată, de către președintele Federației Ruse, Dmitri Medvedev, cu titlul de "Artist Emerit".

## Șlagăre
- „Svadebnîe Țvetî” (Свадебные цветы)
- „Mladșii leitenant” (Младший лейтенант)
- „Ugonșița” (Угонщица)
- „Imperatrița” (Императрица)
- „Nezakoncenîi roman” (Незаконченный роман)
- „Babî-stervî” (Бабы-стервы)
- „Tranzitnîi passajir” (Транзитный пассажир)

## Discografie
Albume solo
- 1992 — «Странник мой» (LP)
- 1994 — «Суженый мой» (CD)
- 1994 — «Угонщица» (CD) (1995 — relansare, 1997 — relansare)
- 1996 — «Я тучи разведу руками» (CD)
- 1997 — «Императрица» (CD)
- 1998 — «Незаконченный роман» (CD)
- 1999 — «Театр…» (CD)
- 2001 — «Всё сначала» (CD) (relansat în același an)
- 2002 — «По лезвию любви» (CD) (relansat în 2003)
- 2004 — «Пополам» (cu Mihail Șufutinski) (CD)
- 2005 — «С днём рождения!» (CD)
- 2007 — «Аллегрова 2007» (CD)
- 2010 — «Ирина Аллегрова. Эксклюзивное издание» (CD) (2012 — relansare, 2014 — relansare)
- 2013 — «Первая любовь — любовь последняя» (single digital) (duet cu Slava)